# Ilija Abramović
Ilija Abramović (Grebnice, Bosanska Posavina, 8. kolovoza 1925. – Celovec, Austrija, 5. kolovoza 2020.), hrvatski emigrantski djelatnik, počasni predsjednik Počasnog bleiburškog voda, jedan od najzaslužnijih čuvara bleiburške uspomene od zaborava.

## Životopis
Rodio se je u Bosanskoj Posavini 1925. godine. U ranoj mladosti se susreo s nacionalnom problematikom. Kad je škola organizirala odlazak na pogreb kralju Aleksandru u Beograd, uz državnu stimulaciju od 50% onima koji su mogli platiti pola puta, očeva ljutita reakcija ga je nacionalno osvijestila, prema njegovim riječima. Krajem studenoga 1943. unovačen je u 5. lovačku bojnu u Srijemskoj Mitrovici. 
U lipnju 1944. godine, mornarička komisija premjestila ga na mornaričku obuku u Sisak. Umjesto u planirani Trst, nakon završene obuke prebačen je u Zagorje. Po povratku u Zagreb dodijeljen je 12. zdrugu pod 3. udarnom divizijom, koji je ratovao kod Gradačca. Ondje je teško ranjen 17. ožujka 1945. u ruke te je prebačen u bolnicu Sv. Duh u Zagrebu. Danas, 7. svibnja 1945. godine evakuiran je iz bolnice te je u Dravograd stigao 14. ili 15. svibnja. Ondje su ga zarobili britanski vojnici i kao ranjenika smjestili u bolnicu, što ga je spasilo od sudbine ostalih izbjeglica iz njegove kolone te je tako preživio Bleiburšku tragediju. Nakon što su ga pustili iz bolnice, nije se vratio u domovinu, nego je ostao u Celovcu. 
Godine 1952. bio je sudionikom prvog dolaska na Bleiburško polje i osnivanja Počasnog bleiburškog voda. Od tog je trenutka sve do smrti bio dijelom kruga najzaslužnijih pojedinaca za dugogodišnju brigu o komemorativnim skupovima na Bleiburškom polju. Praktično je cijeli svoj život u Austriji posvetio radu na očuvanju uspomene na civile i pripadnike Hrvatskih oružanih snaga pobijene u partizanskim zločinima poznatima kao Bleiburška tragedija i Križni put. U svom boravištu u Celovcu bio je predsjednik misijskog vijeća tamošnje matične crkve Hrvatske katoličke misije, u Marienkirche. Od 1961. do 2007. godine bio je naizmjence rizničar i glavni tajnik PBV-a. Od 2007. je bio predsjednik PBV-a do 2017., kada je proglašen doživotnim počasnim predsjednikom PBV-a. Umro je 5. kolovoza 2020. u Celovcu. Ispraćaj prema domovini bio je 10. kolovoza iz Marienkirche. Pokopan je 11. kolovoza u 13 sati na mjesnom groblju u Grebnicama.